# 雙唇搭嘴音
雙唇搭嘴音是子音的一種，屬於搭嘴音中的子分類，目前只發現科伊桑語系中梯鄂語系的語言、ǂʼAmkoe語、和澳洲中一種只用在宗教儀式的達憫語視此音為獨立音素。在西非亦有語言將此音視為唇軟顎音的同位音。
國際音標中此音的符號是⟨ʘ⟩，但此符號一定要和另一個輔音符號並用來表示實際的聲音，已被證實的雙唇搭嘴音組合是：
- [k͡ʘ]或[ʘ͡k] 清軟顎雙唇搭嘴音 （可以是送氣音，擠喉音，或者和其他音成破擦音等）
- [ɡ͡ʘ]或[ʘ͡ɡ] 濁軟顎雙唇搭嘴音 （可以是呼聲音或者和其他音成破擦音等）
- [ŋ͡ʘ]或[ʘ͡ŋ] 鼻音軟顎雙唇搭嘴音 （亦可以是清音、或者是送氣音等）
- [q͡ʘ]或[ʘ͡q] 清小舌雙唇搭嘴音
- [ɢ͡ʘ]或[ʘ͡ɢ] 濁小舌雙唇搭嘴音 （通常都會前鼻音化）
- [ɴ͡ʘ]或[ʘ͡ɴ] 鼻音小舌雙唇搭嘴音

## 特徵
- 調音方法是搭嘴音，即是以口腔內的兩個閉合處調音。在這兩個閉合處間的空氣被舌頭吸的動作抽走，前方的閉合處放鬆，造成喀嚓聲。

- 調音部位是雙唇與軟腭。即碰擊雙唇，並同時用舌頭後部與軟腭接觸以調音。後者會比前者稍稍早一些出現，但是它們的大部分時間都是重疊的。

- 搭嘴音同時是口腔輔音（口音）也是鼻音，意味著氣流同時從口腔、鼻腔逸出。

- 本輔音為中央輔音，調音時氣流在口腔的中央流過舌面，而不從兩側流過。
- 氣流機制是舌吸氣音。藉由舌頭將被困在一個關閉區間的空氣抽出而發聲，而非使氣流從聲門或肺/橫膈膜流出。利用這種機制所發出的音稱作搭嘴音。其濁音及鼻音也同時具有肺部氣流音的性質。

有時雙唇搭嘴音會被描述為親吻時發出的聲音，但這並不準確，因為該音不需要圓唇。
擠喉搭嘴音和上述特徵的分別在於，閉合處間的空氣會被舌頭壓縮，直至逸出前方的閉合處。